# Olga Lucovnicova

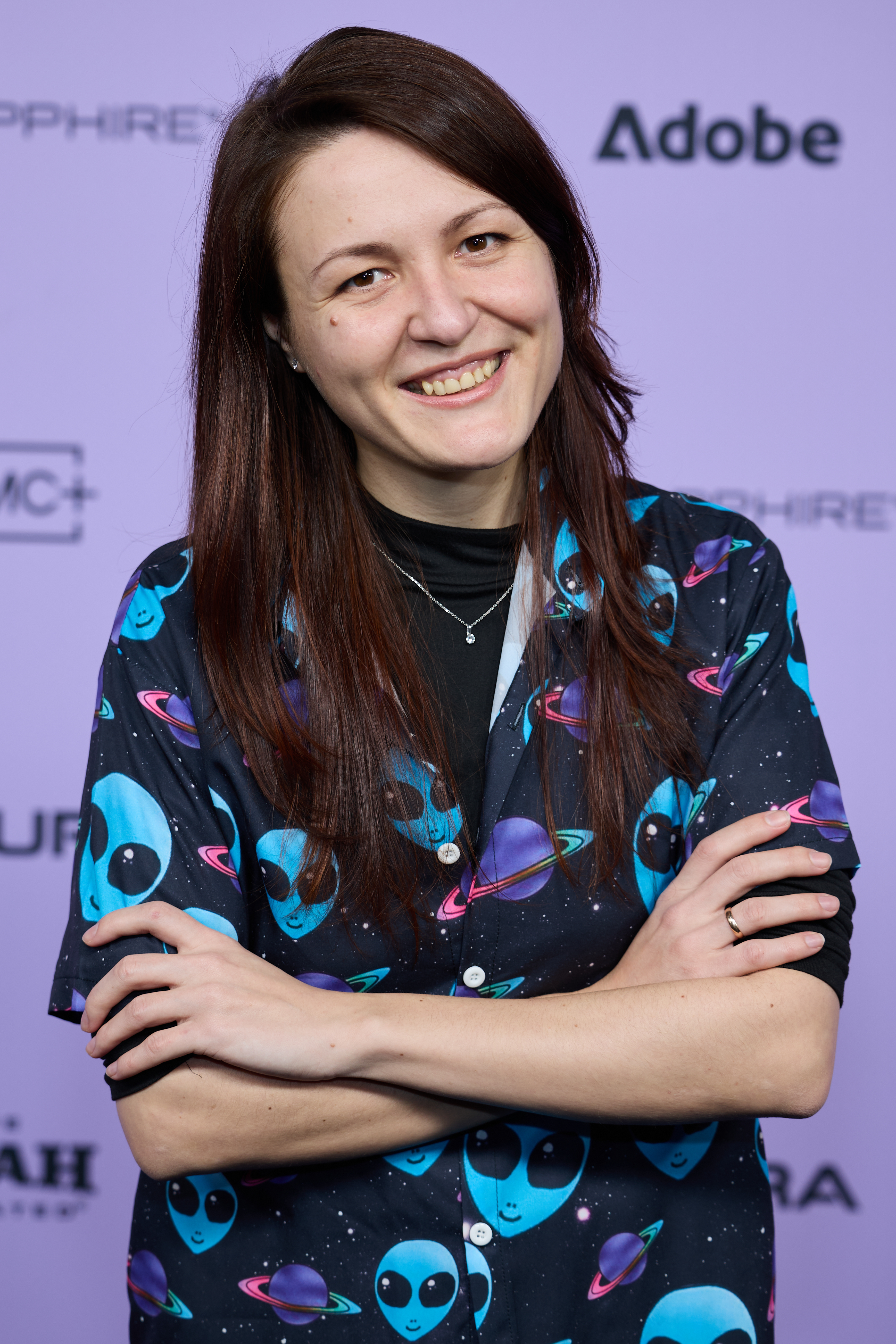
Olga Lucovnicova, 2024

Olga Lucovnicova (* 1. Juli 1991 in der Moldauischen SSR) ist eine moldauische Filmregisseurin und Kamerafrau. Auf der Berlinale 2021 lief ihr Kurzfilm Nanu Tudor (My Uncle Tudor) im Programm Berlinale Shorts und wurde mit dem Goldenen Bären als bester Kurzfilm ausgezeichnet.

## Beruflicher Werdegang
Im Alter von 16 Jahren fing Olga Lucovnicova eine Ausbildung im Rechnungswesen an, wechselte aber bald zur Fotografie. 2011 nahm sie ein Kamerastudium an der Kunsthochschule in Chișinău auf.
Nach ihrem Abschluss erhielt sie 2018/2020 ein Stipendium für das DocNomads-Masterprogramm für Dokumentarfilm an Universitäten in Portugal, Ungarn und Belgien.

## Filmografie
Regie (Kurzfilme)
- 2013: O Crenguță De Scoruș (One Little Rowan Branch)
- 2015: Nu Am, Moarte, Cu Tine Nimic (I Do Not Hate You, Death)
- 2018: Valurile Pustiului (The Desert Waver)
- 2019: Nu E Sfârșitul (It’s Not The End)
- 2020: Nanu Tudor (My Uncle Tudor) (auch als Kamerafrau, Drehbuchautorin, Produzentin und als Darstellerin)

## Auszeichnungen
- 2016: Auszeichnung Bester moldawischer Film auf dem Cronograf IDFF, dem bedeutendsten moldawischen Filmfestival für Nu Am, Moarte, Cu Tine Nimic (I Do Not Hate You, Death)[3]
- 2019. Einladung zum 15. Internationalen Dokumentarfilmfest Cronograf in Chisinau für Nu E Sfârșitul (It’s Not The End)[4]
- 2021: Publikumspreis des 13. Go Short – International Short Film Festival Nijmegen (Niederlande) für Nanu Tudor (My Uncle Tudor)[5]
- 2021: Einladung zum 29. HOTDOCS-Filmfestival, Nordamerikas größtem Dokumentarfilmfestival, Toronto, Kanada, für Nanu Tudor (My Uncle Tudor)[6]
- 2021: Goldener Bär für den besten Kurzfilm auf der 71. Berlinale für Nanu Tudor (My Uncle Tudor)[7]
- 2021: VAF (Vlaams Audiovisueeel Fond)-Wildcard-Preis für Dokumentarfilm auf dem 26. International Short Film Festival Leuven, Belgien (40 000 Euro) für Nanu Tudor (My Uncle Tudor)[8]

## Themen
In ihren Filmen verhandelt Lucovnicova gesellschaftliche Themen. Sie verbindet einen rein beobachtenden Stil mit poetischen Elementen und stellt menschliche Emotionen ins Zentrum.
In Nu E Sfârșitul (It’s Not The End) steht das Leben von Elena nach einer Krebsdiagnose im Zentrum. Nach anfänglicher Hoffnungslosigkeit entwickelt sie einen starken Lebenswillen und besiegt die Krankheit.
Nanu Tudor ist ein „tapferer Film über Kindesmissbrauch“ In der Begründung der Berlinale-Jury für die Verleihung des Goldenen Bären für Nanu Tudor hieß es, die Regisseurin führe das Publikum durch den komplexen Prozess der Enträtselung eines Kindheitstraumas. Es werde eine vermeintlich Idyllische, unschuldige kindliche Welt gezeichnet, doch Lucovnicovas Gespräch mit ihrem Onkel Tudor decke die Schrecken ihrer Kindheit auf und zeige einen Mann, der die Taten leugne und keinerlei Reue zeige. Der subtile, scharfe Blick der Regisseurin umkreise ihre Familienmitglieder. Ihr Mut in Verbindung mit filmischer Meisterleistung ließen einen eindrucksvollen, emotional vielschichtigen Film entstehen.